# ألبرتو تيري
ألبرتو تيري (بالإسبانية: Alberto Terry)‏ (16 مايو 1929 بليما في بيرو - 7 فبراير 2006 بليما في بيرو) هو مدرب كرة قدم ولاعب كرة قدم بيروفي في مركز الهجوم. شارك مع منتخب بيرو لكرة القدم. أما مع النوادي، فقد لعب مع الجامعي دي بيرو ونادي سبورتينغ كريستال.

## وصلات خارجية
- ألبرتو تيري على موقع قاعدة بيانات كرة القدم.إي يو (الإنجليزية)
- ألبرتو تيري على موقع ناشيونال فوتبول تيمز (الإنجليزية)